# Siergiej Mindirgasow
Siergiej Nikołajewicz Mindirgasow (ros. Сергей Николаевич Миндиргасов, ur. 14 listopada 1959 w Ługańsku) – radziecki szermierz, szablista, srebrny medalista igrzysk olimpijskich i wielokrotny medalista mistrzostw świata.
Na igrzyskach olimpijskich w Seulu w 1988 roku reprezentacja ZSRR w składzie: Siergiej Mindirgasow, Michaił Burcew, Heorhij Pohosow, Andriej Alszan i Siergiej Koriażkin zdobyła drużynowo srebrny medal. W rywalizacji indywidualnej zajął siedemnaste miejsce. Były to jego jedyne starty olimpijskie.
Podczas mistrzostw świata w Barcelonie w 1985 roku razem z Andriejem Alszanem, Heorhijem Pohosowem i Wiktorem Krowopuskowem zdobył złoty medal w turnieju drużynowym. W konkurencji tej zdobywał następnie złote medale na mistrzostwach świata w Sofii (1986), mistrzostwach świata w Lozannie (1987), mistrzostwach świata w Denver (1989) i mistrzostwach świata w Lyonie (1990). Ponadto na mistrzostwach świata w Sofii w 1986 roku zdobył indywidualnie złoty medal, pokonując w finale Węgra Imre Bujdosó.
W latach 1985 i 1988 zdobywał indywidualne mistrzostwo ZSRR.